# Sanzey
Sanzey és un municipi francès situat al departament de Meurthe i Mosel·la i a la regió del Gran Est. L'any 2007 tenia 138 habitants. El nom prové d'un antropònim romà Sanitius i el sufix gal -acum.

## Demografia
El 2007 tenia 138 habitants a 52 famílies i 60 habitatges.

## Economia
El 2007 la població en edat de treballar era de 90 persones. Hi havia tres empreses de serveis de proximitat: construcció, immobiliària i perruqueria.
L'any 2000 hi havia vuit explotacions agrícoles que conreavane un total de 584 hectàrees.